# Gare de Kambo
La gare de Kambo est une halte ferroviaire norvégienne de la ligne d'Østfold, située sur le territoire de la commune de Moss dans le comté d'Østfold.
Mise en service en 1895, c'est une gare de la Norges Statsbaner (NSB). Elle est distante de 53,58 km d'Oslo.

## Situation ferroviaire
La gare de Kambo est située sur la ligne d'Østfold, entre les gares de Sonsveien et de Moss.

## Histoire
La halte  fut ouverte en 1895 mais le bâtiment de la gare ne fut construit que trois ans plus tard; il fut détruit en 1985. La halte telle qu'elle est aujourd'hui ne date que de 2006 .

## Service des voyageurs

### Accueil
C'est une gare ferroviaire sans personnel ni automate. Elle dispose d'un abri pour les voyageurs.

### Desserte
Kambo est desservie par des trains locaux en direction de Skøyen et de Moss.
- Skøyen-Nationaltheatret-Oslo-Holmlia-Ski-Ås-Vestby-Sonsveien-Kambo-Moss[3]

### Intermodalités
Un parking, de 200 places, pour les véhicules et un parc à vélo couvert y sont aménagés. Un arrêt de bus est situé à proximité de la gare qui relie Hølen - Son et Moss .